# Burhanettin Kaymak
Burhanettin Kaymak (* 25. August 1973 in Bayburt) ist ein deutsch-türkischer Fußballspieler.

## Werdegang
Der Abwehrspieler Kaymak spielte von 1995 bis 1999 bei Eintracht Frankfurt. Er wurde insgesamt in 10 Spielen in der Bundesliga eingesetzt und absolvierte für die Eintracht 7 Spiele in der 2. Bundesliga sowie einen Einsatz im DFB-Pokal. 1999 wechselte Burhanettin Kaymak zu dem türkischen Erstligisten Göztepe Izmir, für den er in der Saison 1999/2000 28 Spiele absolvierte. Er wechselte danach zu dem Erstligaverein Siirtspor, wo er in der Saison 2000/01 22-mal eingesetzt wurde. 2001 ging Kaymak zum SV Wehen (heute SV Wehen Wiesbaden), für den er zwischen 2001 und 2004 81 Spiele in der Regionalliga Süd bestritt. 2004 wechselte Kaymak zum 1. FC Eschborn, für den er bis 2006 in der Oberliga Hessen spielte. Nach einem zwischenzeitlichen Wechsel zur TSG Wörsdorf kehrte er zur Saison 2008/09 zurück zum 1. FC Eschborn, wechselte jedoch nach der Saison 2010/11 erneut nach Wörsdorf. Ab Sommer 2012 spielte er für den SV Wolfenhausen in der B-Klasse.